# 400 mètres masculin aux championnats du monde d'athlétisme 2019
Pour un article plus général, voir Championnats du monde d'athlétisme 2019.
Navigation
Londres 2017 Eugene 2022
L'épreuve du 400 mètres masculin des championnats du monde de 2019 se déroule les 1er, 2 et 4 octobre 2019 dans le Khalifa International Stadium, au Qatar.

## Résultats

### Finale
| Rang               | Couloir | Athlète          | Nationalité       | Temps   | Notes |
| ------------------ | ------- | ---------------- | ----------------- | ------- | ----- |
| Médaille d'or      | 4       | Steven Gardiner  | Bahamas           | 43 s 48 | NR    |
| Médaille d'argent  | 8       | Anthony Zambrano | Colombie          | 44 s 15 | AR    |
| Médaille de bronze | 5       | Fred Kerley      | États-Unis        | 44 s 17 |       |
| 4                  | 3       | Demish Gaye      | Jamaïque          | 44 s 46 | PB    |
| 5                  | 7       | Kirani James     | Grenade           | 44 s 54 |       |
| 6                  | 9       | Emmanuel Korir   | Kenya             | 44 s 94 |       |
| 7                  | 6       | Machel Cedenio   | Trinité-et-Tobago | 45 s 30 |       |
| 8                  | 2       | Akeem Bloomfield | Jamaïque          | 45 s 36 |       |

### Demi-finales
Les deux premiers de chaque série (Q) et les deux meilleurs temps se qualifient pour la finale.
| Rang | Série | Couloir | Nom                  | Nationalité       | Temps | Notes |
| ---- | ----- | ------- | -------------------- | ----------------- | ----- | ----- |
| 1    | 2     | 6       | Steven Gardiner      | Bahamas           | 44.13 | Q, SB |
| 2    | 2     | 5       | Kirani James         | Grenade           | 44.23 | Q, SB |
| 3    | 1     | 4       | Fred Kerley          | États-Unis        | 44.25 | Q     |
| 4    | 1     | 5       | Emmanuel Korir       | Kenya             | 44.37 | Q, SB |
| 5    | 3     | 7       | Machel Cedenio       | Trinité-et-Tobago | 44.41 | Q, SB |
| 6    | 3     | 8       | Anthony Zambrano     | Colombie          | 44.55 | Q, NR |
| 7    | 2     | 7       | Demish Gaye          | Jamaïque          | 44.66 | q, SB |
| 8    | 3     | 6       | Akeem Bloomfield     | Jamaïque          | 44.77 | q     |
| 9    | 1     | 7       | Davide Re            | Italie            | 44.85 |       |
| 10   | 2     | 9       | Vernon Norwood       | États-Unis        | 45.00 |       |
| 11   | 2     | 8       | Leungo Scotch        | Botswana          | 45.00 | PB    |
| 12   | 1     | 6       | Jonathan Sacoor      | Belgique          | 45.03 | =PB   |
| 13   | 3     | 5       | Julian Walsh         | Japon             | 45.13 | PB    |
| 14   | 3     | 9       | Rabah Yousif         | Royaume-Uni       | 45.15 | PB    |
| 15   | 2     | 3       | Jhon Perlaza         | Colombie          | 45.17 |       |
| 16   | 1     | 9       | Thapelo Phora        | Afrique du Sud    | 45.24 |       |
| 17   | 1     | 8       | Abbas Abubakar Abbas | Bahreïn           | 45.26 |       |
| 18   | 1     | 2       | Nathan Strother      | États-Unis        | 45.34 |       |
| 19   | 2     | 4       | Philip Osei          | Canada            | 45.44 |       |
| 20   | 2     | 2       | Steven Solomon       | Australie         | 45.54 | SB    |
| 21   | 3     | 2       | Alphas Kishoyian     | Kenya             | 45.55 |       |
| 22   | 3     | 4       | Michael Norman       | États-Unis        | 45.94 |       |
| 23   | 1     | 3       | Mazen Al-Yasen       | Arabie saoudite   | 46.11 |       |
|      | 3     | 3       | Yousef Karam         | Koweït            | DNF   | DNF   |

### Séries
Les trois premiers de chaque série (Q° et les six meilleurs temps (q) se qualifient pour le tour suivant.
| Rang | Série | Couloir | Nom                   | Nationalité                     | Temps | Notes |
| ---- | ----- | ------- | --------------------- | ------------------------------- | ----- | ----- |
| 1    | 2     | 2       | Kirani James          | Grenade                         | 44.94 | Q     |
| 2    | 4     | 7       | Michael Norman        | États-Unis                      | 45.00 | Q     |
| 3    | 4     | 5       | Demish Gaye           | Jamaïque                        | 45.02 | Q     |
| 4    | 6     | 7       | Emmanuel Korir        | Kenya                           | 45.08 | Q     |
| 5    | 3     | 4       | Davide Re             | Italie                          | 45.08 | Q     |
| 6    | 4     | 3       | Leungo Scotch         | Botswana                        | 45.10 | Q, PB |
| 7    | 2     | 8       | Julian Walsh          | Japon                           | 45.14 | Q, B  |
| 8    | 3     | 3       | Fred Kerley           | États-Unis                      | 45.19 | Q     |
| 9    | 1     | 3       | Machel Cedenio        | Trinité-et-Tobago               | 45.26 | Q     |
| 10   | 6     | 6       | Jonathan Sacoor       | Belgique                        | 45.32 | Q     |
| 11   | 1     | 4       | Akeem Bloomfield      | Jamaïque                        | 45.34 | Q     |
| 12   | 6     | 5       | Rabah Yousif          | Royaume-Uni                     | 45.40 | Q     |
| 13   | 1     | 8       | Thapelo Phora         | Afrique du Sud                  | 45.45 | Q     |
| 14   | 3     | 7       | Abbas Abubakar Abbas  | Bahreïn                         | 45.47 | Q     |
| 15   | 2     | 3       | Vernon Norwood        | États-Unis                      | 45.59 | Q     |
| 16   | 6     | 8       | Jhon Perlaza          | Colombie                        | 45.62 | q     |
| 17   | 1     | 5       | Alphas Kishoyian      | Kenya                           | 45.65 | q     |
| 18   | 5     | 3       | Steven Gardiner       | Bahamas                         | 45.68 | Q     |
| 19   | 3     | 8       | Mazen Al-Yasen        | Arabie saoudite                 | 45.70 | q     |
| 20   | 6     | 3       | Nathan Strother       | États-Unis                      | 45.71 | q     |
| 21   | 4     | 4       | Yousef Karam          | Koweït                          | 45.74 | q     |
| 22   | 2     | 7       | Steven Solomon        | Australie                       | 45.82 | q     |
| 23   | 2     | 6       | Derrick Mokaleng      | Afrique du Sud                  | 45.87 |       |
| 24   | 5     | 5       | Philip Osei           | Canada                          | 45.87 | Q     |
| 25   | 4     | 2       | Alonzo Russell        | Bahamas                         | 45.91 |       |
| 26   | 5     | 6       | Anthony Zambrano      | Colombie                        | 45.93 | Q     |
| 27   | 1     | 6       | Lucas Carvalho        | Brésil                          | 46.01 |       |
| 28   | 5     | 7       | Ditiro Nzamani        | Botswana                        | 46.19 |       |
| 29   | 5     | 2       | Rusheen McDonald      | Jamaïque                        | 46.21 |       |
| 30   | 3     | 2       | Mikhail Litvin        | Kazakhstan                      | 46.28 |       |
| 31   | 6     | 4       | Taha Hussein Yaseen   | Irak                            | 46.58 |       |
| 32   | 4     | 6       | Todiasoa Rabearison   | Madagascar                      | 46.80 | NR    |
| 33   | 2     | 4       | Luka Janežič          | Slovénie                        | 46.84 |       |
| 34   | 5     | 4       | Brandon Parris        | Saint-Vincent-et-les-Grenadines | 47.39 |       |
| 35   | 6     | 2       | Jessy Franco          | Gibraltar                       | 47.41 | NR    |
| 36   | 3     | 5       | Bachir Mahamat        | Tchad                           | 47.65 |       |
| 37   | 1     | 2       | Abdalelah Haroun      | Qatar                           | 47.76 | SB    |
| 38   | 3     | 6       | Jovan Stojoski        | Macédoine du Nord               | 47.92 |       |
| 39   | 4     | 8       | Moussa Zaroumeye      | Niger                           | 48.13 |       |
| 40   | 5     | 8       | Mohammad Jahir Rayhan | Bangladesh                      | 48.48 |       |
| 41   | 2     | 5       | Tikie Terry Mael      | Vanuatu                         | 48.52 | PB    |
|      | 1     | 7       | Matthew Hudson-Smith  | Royaume-Uni                     | DNF   | DNF   |

## Légende
Records et Performances
- AR : Record continental (area record)
- CR : Record des championnats (championship record)
- MR : Record du meeting (meet record)
- NR : Record national (national record)
- OR : Record olympique (olympic record)
- PR : Record paralympique (paralympic record)
- PB : Record personnel (personal best)
- SB : Meilleure performance personnelle de la saison (season's best)
- WL : Meilleure performance mondiale de l'année (world leader)
- WJR : Record du monde junior (world junior record)
- WR : Record du monde (world record)

Circonstances et Conditions
- DNF : N'a pas terminé (did not finish)
- DNS : N'a pas pris le départ (did not start)
- DQ : Disqualification (disqualification)
- NM : Aucun essai valable enregistré (No Mark)
- Q : Qualifié « directement » au prochain tour (ou à la prochaine compétition), lors d'une compétition majeure, grâce au classement ou à la réalisation des minima (automatic qualifier)
- q : Qualifié au prochain tour (ou à la prochaine compétition), lors d'une compétition majeure, grâce au repêchage ou à la réalisation de l'une des meilleures performances parmi celles des « non qualifiés directement » (grâce au meilleur temps ou à la meilleure distance par exemple) (secondary qualifier)